# Láng Hugó
Láng Hugó (?, 1927. február 13. – Székesfehérvár, 2012. december 21.) Rátz Tanár Úr-életműdíjas magyar matematikatanár, pedagógus, szakíró, várospolitikus, Székesfehérvár alpolgármestere (1994–1998). Szakterülete az ábrázoló geometria volt.

## Élete és munkássága
Láng Hugó 1927-ben született. 1947-ben tanítóként kezdte pedagógiai munkásságát a székesfehérvári Ciszterci Általános Iskolában, majd több általános iskolában is tanított 1952-ig. 1954 és 1957 között Láng a székesfehérvári József Attila Gimnázium pedagógusa volt, majd 1957-től 1994-ig mint a Teleki Blanka Gimnázium matematikatanára tevékenykedett, innen vonult nyugdíjba 1994-ben. Eközben öt éven keresztül a Budapesti Közgazdaságtudományi Egyetem konzultációs központjának a vezetője is volt. 1962-ben Beke Manó-emlékdíjjal tüntették ki, 1982-ben Apáczai Csere János-díjat kapott. 1994-ben Székesfehérvár Pro Civitate díjjal jutalmazta. 2009 novemberében megkapta a Rátz Tanár Úr-életműdíjat, emellett augusztus 20-án a Magyar Köztársasági Ezüst Érdemkereszttel is kitüntették. 2012. november 22-én tanári diplomája megszerzése 65. évfordulójának emlékére a székesfehérvári városházán a többi emlékdiplomás pedagógussal Vasoklevelet vett át. Nyolcvanöt éves korában, a 2012. december 21-ére virradó éjszakán hunyt el Székesfehérváron.
Négy éven keresztül töltötte be a székesfehérvári önkormányzat oktatási bizottságának elnöki tisztségét, amelynek 1994 óta tagja volt, majd aktív pályafutásának befejeztével városi közügyekkel kezdett foglalkozni. A nyugdíjba vonulását követő négy évben, 1994 és 1998 között Székesfehérvár városának alpolgármesteri tisztségét töltötte be. Ebben az időszakban a város nemzetközi kapcsolatainak elmélyítéséért tevékenykedett, fontosnak tartotta a település testvérvárosi kapcsolatainak megerősítését világviszonylatban is. Előadóként országszerte aktívan részt vett tanár-továbbképzési programokban. A korábban a matematika oktatásában megszerzett tudását, elméleti és gyakorlati tapasztalatait pedagógiai témájú szakfolyóiratokban rendszeresen megjelentette. Hosszú időn keresztül az OKTV speciális matematikai bizottságának elnöki tisztjét töltötte be. Huszonöt éven át volt a Bolyai János Matematikai Társulat Fejér megyei tagozatának titkára, majd elnöke. Húsz éven keresztül vezette Székesfehérváron a Kis Matematikusok Baráti Körét, illetve az ő nevéhez fűződik a tehetséges diákokat minden évben megjutalmazó Erdős Pál-emlékdíj megalapítása. Minden évben feladatsorokat állított össze a megyei középiskolás matematikai versenyre.

Egyik híres tanítványa, a friss fizikai Nobel-díjas Krausz Ferenc, pályája indulása kapcsán így emlékezett egykori tanárára:
"Ez az elhatározás aztán tovább szilárdult bennem a középiskolai tanulmányok során, Láng Hugó tanár úrhoz, a székesfehérvári Teleki Blanka Gimnázium matematikatanárához jártam be Mórról hetente egyszer külön matematikafoglalkozásra, az valami fantasztikus volt"

## Magánélete
Nekrológjában így írtak róla: „Már korábban, tanáremberként is rengeteget utazott feleségével. Nagy műveltségű, széles látókörű, nyelveket beszélő és minden iránt érdeklődő emberként jellemezhetjük […] Már akkor világpolgár volt, amikor ez még nem volt sem elismert, sem támogatandó szemlélet. Mindeközben példás családi életet élt, feleségével több mint hat évtizedet töltöttek boldog házasságban”. Feleségével, Láng Hugónével (Rózsika néni) 1950-ben kötöttek házasságot. Láng Hugóné tizenöt éven keresztül, 2010-es lemondásáig az Alba Regia Nyugdíjas Egyesület (ARNYE) elnökeként tevékenykedett.

## Elismerései
- Beke Manó-emlékdíj (1962)
- Apáczai Csere János-díj (1982)
- Pro Civitate díj, Székesfehérvár (1994)
- Rátz Tanár Úr-életműdíj (2009)
- Magyar Köztársasági Ezüst Érdemkereszt (2009)